# Cirrhipathes translucens
Cirrhipathes translucens är en korallart som beskrevs av van Pesch 1910. Cirrhipathes translucens ingår i släktet Cirrhipathes och familjen Antipathidae. Inga underarter finns listade i Catalogue of Life.